# Умару Јар'Адуа
Умару Муса Јар'Адуа (енгл. Umaru Musa Yar'Adua; Кацина, 9. јул 1951 — Абуџа, 5. мај 2010) био је нигеријски политичар и тринаести председник Нигерије.

## Биографија
Рођен је у граду Кацина, у аристократској муслиманској породици из народа Фулани. Образовао се на више престижних институција, а пре уласка у политички живот, обављао је функције просветитеља, подучавајући на разним универзитетима широм Нигерије.
Био је секретар Странке народног искупљења, а отац му је био потпредседник Националне странке Нигерије. Године 1989, постао је члан Социјалдемократске партије Нигерије.
Умару се разликовао од осталих досадашњих председника Нигерије, јер је јавно објавио своју имовину, а постао је и пети гувернер са севера Нигерије, који је у својој држави увео шеријатско право. Док је Олусегун Обасанџо био председник, све време је био гувернер државе Кацина (1999—2007). Дан пре устоличења на положај председника, престао је да буде гувернер Кацине.
Брат му је био генерал-мајор, који је умро у затвору у којем је завршио, јер Сани Абача није хтео да власт у Нигерији преда у руке цивилне управе.
Јар'Адуа је победио на председничким изборима 2007, а посебност је та што је Обасанџо њему предао власт, а та примопредаја била је прва између два цивилна председника након дуго времена.
Био је релативно непознат на националном нивоу, а његови противници тврде да је победио на намештеним изборима, те да се понашао као марионета сада већ бившег председника Обасанџа, јер му је покојни брат Шеху Јар'Адуа био потпредседник државе кад је Обасанџо дошао на власт и био пети председник Нигерије.
Јар'Адуа је напустио Нигерију 23. новембра 2009. године, а касније је пријављено да прима лекове за перикардитис у једној болници у Саудијској Арабији. Дана 9. фебруара 2010, Сенат је одлучио да функцију вршиоца дужности председника преда дотадашњем потпредседнику Гудлаку Џонатану. Дана 24. фебруара, Јар'Адуа се вратио у Абуџу, али се није појављивао у јавности. Умро је 5. маја 2010. године у председничкој палати у Абуџи. Сахрањен је 6. маја у родном месту.

## Лични живот
Јавно је објавио да поседује 5,5 милиона долара у имовини, а од тога је 100 000 долара имала његова жена Тураи Умару Јар'Адуа, с којом је био у браку од 1975. године, те с њом има седмеро деце. Кћер му је удана за гувернера државе Кеби.